# グワナムトゥム
グワナムトゥム（タイ語: พญางั่วนำถุม、英語: Nguanamthom）は、タイのスコータイ王朝の第5代目王。